# Idea stolli
Idea stolli là một loài bướm giáp thuộc phân họ Danainae. Loài này có ở Đông Nam Á.
Cánh có màu trắng với đốm và gân đen. Sải cánh khoảng 150 mm.
Ấu trùng ăn các loài Agonosma cymosa và Agonosma corymbosa.

## Phân loài
Sắp xếp theo thứ tự a-b-c.
- I. s. alcine Fruhstorfer, 1910 (phía nam Borneo, Sarawak)
- I. s. bintanga van Eecke, 1915 (Riau, đảo Lingga)
- I. s. hypata Fruhstorfer, 1910 (đảo Sulu)
- I. s. logani (Moore, 1883) (Peninsular Malaya, Singapore, Sumatra, đảo Batu)
- I. s. stolli (Moore, 1883) (Java)
- I. s. thalassica Fruhstorfer, 1910 (đảo Natuna)
- I. s. virgo Fruhstorfer, 1903 (phía bắc Borneo)